# 朵爾瑪
朵尔玛（鄂圖曼土耳其語：‎ dolma，土耳其語：dolma），又稱葡萄叶包饭、希腊粽，是一道鄂圖曼飲食，葡萄叶包饭類似於粽子，通常葡萄叶包饭的馅料由米饭、碎肉、内脏、海鲜、水果組成，然後這些餡料要包在蔬菜（捲心菜）或叶子（葡萄叶）中。葡萄叶包饭既可以加熱食用，也可以在室温下食用。葡萄叶包饭在前奥斯曼帝国統治地區比較流行。